# William Wright Heard
William Wright Heard, född 28 april 1853 i Union Parish, Louisiana, död 1 juni 1926 i New Orleans, Louisiana, var en amerikansk demokratisk politiker. Han var Louisianas guvernör 1900–1904.
Heard var verksam som bokhållare och mellan 1892 och 1900 hade han ansvaret över delstaten Louisianas räkenskaper. Som guvernör gjorde han slut på leasingen av fångar som hade introducerats i Louisianas konstitution av år 1898. Fångarna exploaterades ofta av privata arbetsgivare och delstaten hade ingen nämnvärd kontroll över hur de behandlades under tiden som de leasades till olika företag. År 1904 efterträddes Heard som guvernör av Newton C. Blanchard.
Efter sin tid som guvernör tillträdde Heard som vice vd för State National Bank i New Orleans. Senare var han även vice ordförande i Southern Baptist Convention.
Heard avled 1926 och gravsattes på Metairie Cemetery i New Orleans.